# صفادشت (خوانسار)
صفادشت یک روستا در ایران است که در بخش مرکزی شهرستان خوانسار در استان اصفهان واقع شده‌است.

## جمعیت
این روستا در دهستان چشمه سار قرار دارد و براساس سرشماری مرکز آمار ایران در سال ۱۳۸۵، جمعیت آن ۸۰ نفر (۲۷ خانوار) بوده‌است.